# 香川県道23号詫間琴平線

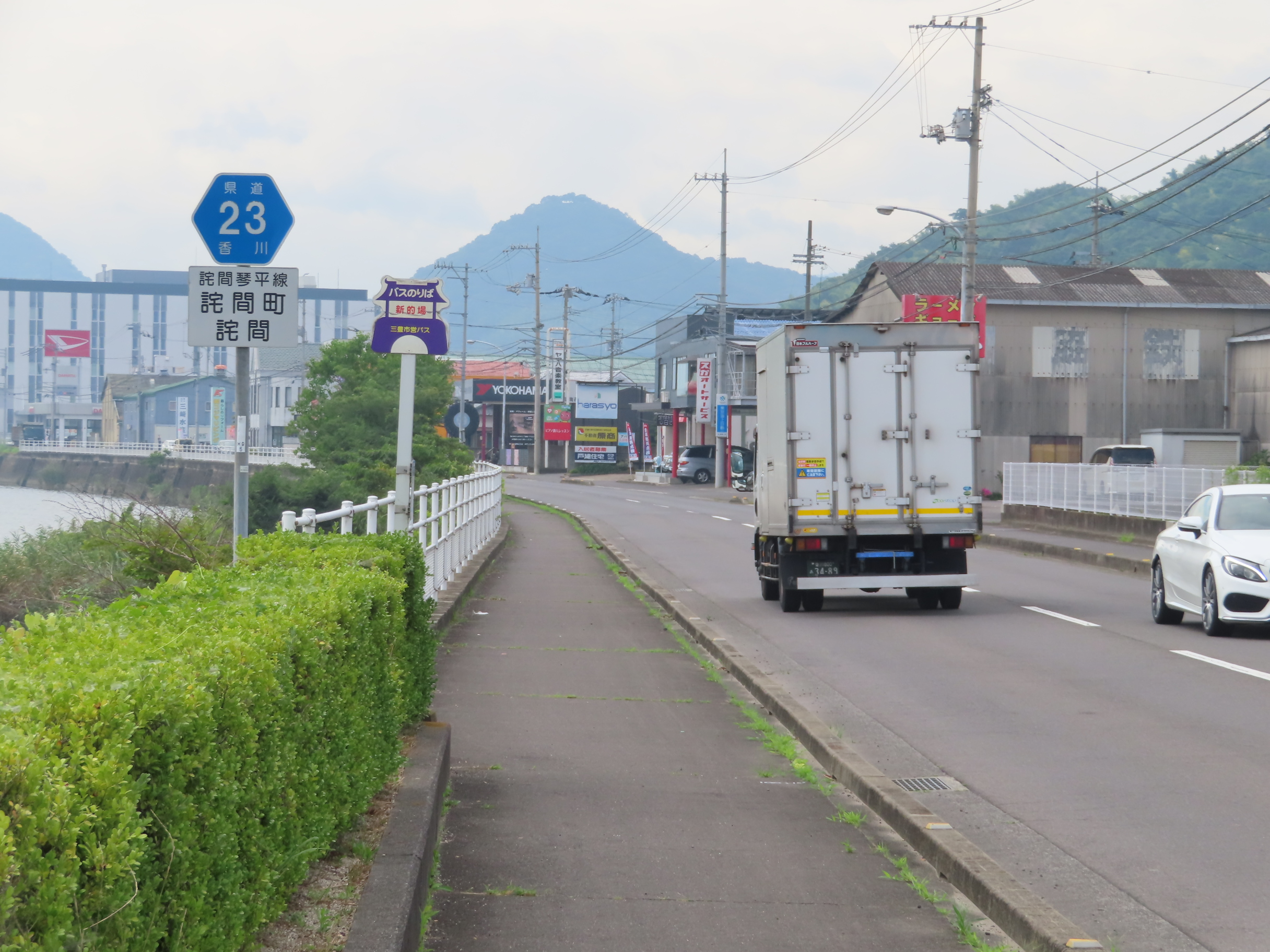
三豊市詫間町詫間

香川県道23号詫間琴平線（かがわけんどう23ごう たくまことひらせん）は、香川県三豊市から仲多度郡まんのう町に至る県道（主要地方道）である。

## 概要
高瀬川の河口から源流までほぼ沿って通る。

### 路線データ
- 総距離：14.978 km
- 起点：香川県三豊市詫間町（香川県道21号丸亀詫間豊浜線交点）
- 終点：香川県仲多度郡まんのう町佐文（佐文交差点、国道377号交点）

## 歴史
- 1993年（平成5年）5月11日 - 建設省から、県道詫間琴平線が詫間琴平線として主要地方道に指定される[1]。

## 路線状況

### 重複区間
- 香川県道24号善通寺大野原線（三豊市高瀬町佐股・佐股交差点 - 三豊市高瀬町下麻・下麻交差点）
- 香川県道219号神田高瀬線（三豊市高瀬町下麻 - 三豊市高瀬町上麻）

### 道路施設

#### 橋梁
18橋梁273 m
- 古子川橋（古子川・三豊市）
- 杉尾橋（高瀬川・三豊市）
- 真合寺橋（増原川・三豊市）
- 樋ノ口橋（高瀬川・三豊市）

## 地理

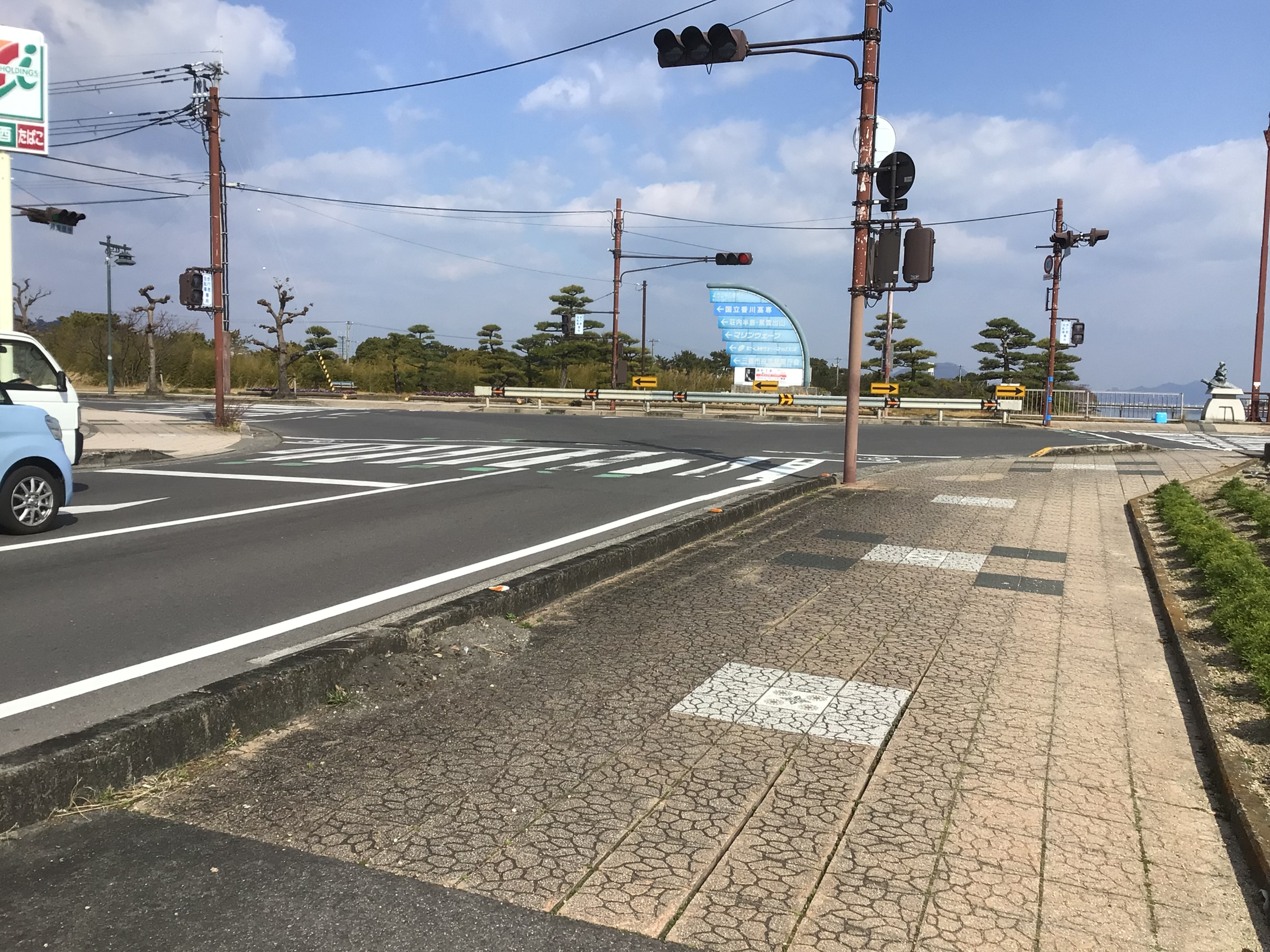
起点

### 通過する自治体
- 三豊市
- 仲多度郡まんのう町

### 交差する道路
- 香川県道21号丸亀詫間豊浜線（香川県三豊市詫間町・新的場交差点、起点）
- 香川県道227号汐木洲崎詫間線（香川県三豊市三野町下高瀬）
- 香川県道35号豊中三野線（香川県三豊市三野町下高瀬）
- 香川県道220号大見吉津仁尾線（香川県三豊市三野町吉津・吉津交差点）
- 香川県道224号岡本高瀬線（香川県三豊市高瀬町新名・新名交差点）
- 香川県道218号財田上高瀬線・香川県道221号宮尾高瀬線（香川県三豊市高瀬町新名）
- 国道11号（香川県三豊市高瀬町新名・新名交差点）
- 香川県道49号観音寺善通寺線（香川県三豊市高瀬町下勝間・下勝間交差点）
- 香川県道24号善通寺大野原線（香川県三豊市高瀬町佐股・佐股交差点）
- 香川県道219号神田高瀬線（香川県三豊市高瀬町下麻）
- 香川県道24号善通寺大野原線（香川県三豊市高瀬町下麻・下麻交差点）
- 香川県道219号神田高瀬線（香川県三豊市高瀬町上麻）
- 国道377号（香川県仲多度郡まんのう町佐文・佐文交差点、終点）